# Coremacera bivittata
Coremacera bivittata är en tvåvingeart som först beskrevs av Macquart 1835.  Coremacera bivittata ingår i släktet Coremacera och familjen kärrflugor.
Artens utbredningsområde är Italien. Inga underarter finns listade i Catalogue of Life.